# Castell Dinas Bran
Castell Dinas Brân er en borg fra middelalderen, der ligger på toppen af et bakkedrag overbyen Llangollen i Denbighshire, Wales. Den nuværende borg blev sandsynligvis bygget i 1260'erneaf Gruffydd Maelor 2., en prins fra Powys Fadog. Fæstningen er opført på stedet, hvor der tidligere har været flere forsvarsværker, inklusive et voldsted fra jernalderen.
Dinas Brân er blevet oversat til både "kragens fæstning" eller "Brâns fæstning", hvor Brân er navnet på en person eller en nærliggende å. På engelsk er navnet "Crow Castle" også blevet brugt siden i hvert fald slutningen af 1700-tallet.